# Ce-am găsit al meu să fie
Ce-am găsit al meu să fie (engleză Finders Keepers) este un roman polițist de Stephen King publicat la 2 iunie 2015. La 10 iunie 2014 autorul a spus  pe Twitter despre romanul anterior Mr. Mercedes  ca este primul  volum al unei trilogii proiectate despre detectivul Bill Hodges, fiind urmat în 2015 de romanul Ce-am găsit al meu să fie.